# Zoöpraxiscoop

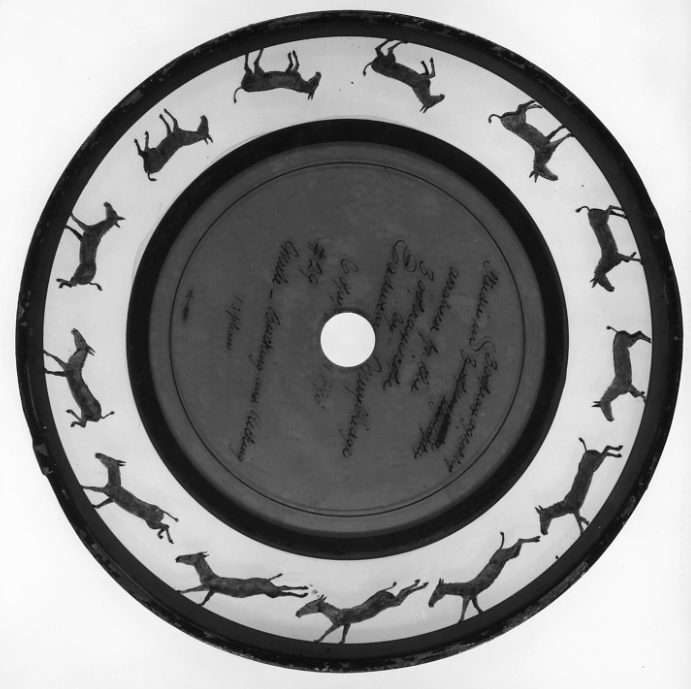
Schijfje van een zoöpraxiscoop

De zoöpraxiscoop was een apparaat om bewegende beelden te tonen en kan beschouwd worden als de eerste filmprojector.

## Beschrijving
Het apparaat werd in 1879 uitgevonden door de Engelse fotograaf Eadweard Muybridge. Het toonde stop-motionbeelden op een glazen schijf. Door deze schijf snel rond te draaien ontstond de illusie van bewegende beelden.

Simulatie van een werkende zoöpraxiscoop